# 820 Naval Air Squadron
820e Escadron aéronaval
Le 820 Naval Air Squadron ou 820 NAS, est un escadron de la Royal Navy du Fleet Air Arm. Il est actuellement équipé de l'hélicoptère de guerre anti-sous-marine HM2 Merlin et est basé à la Royal Naval Air Station Culdrose (RNAS Culdrose) en Cornouailles. L'escadron a été formé en 1933, dissout plusieurs fois et reformé en 1964.

## Origine

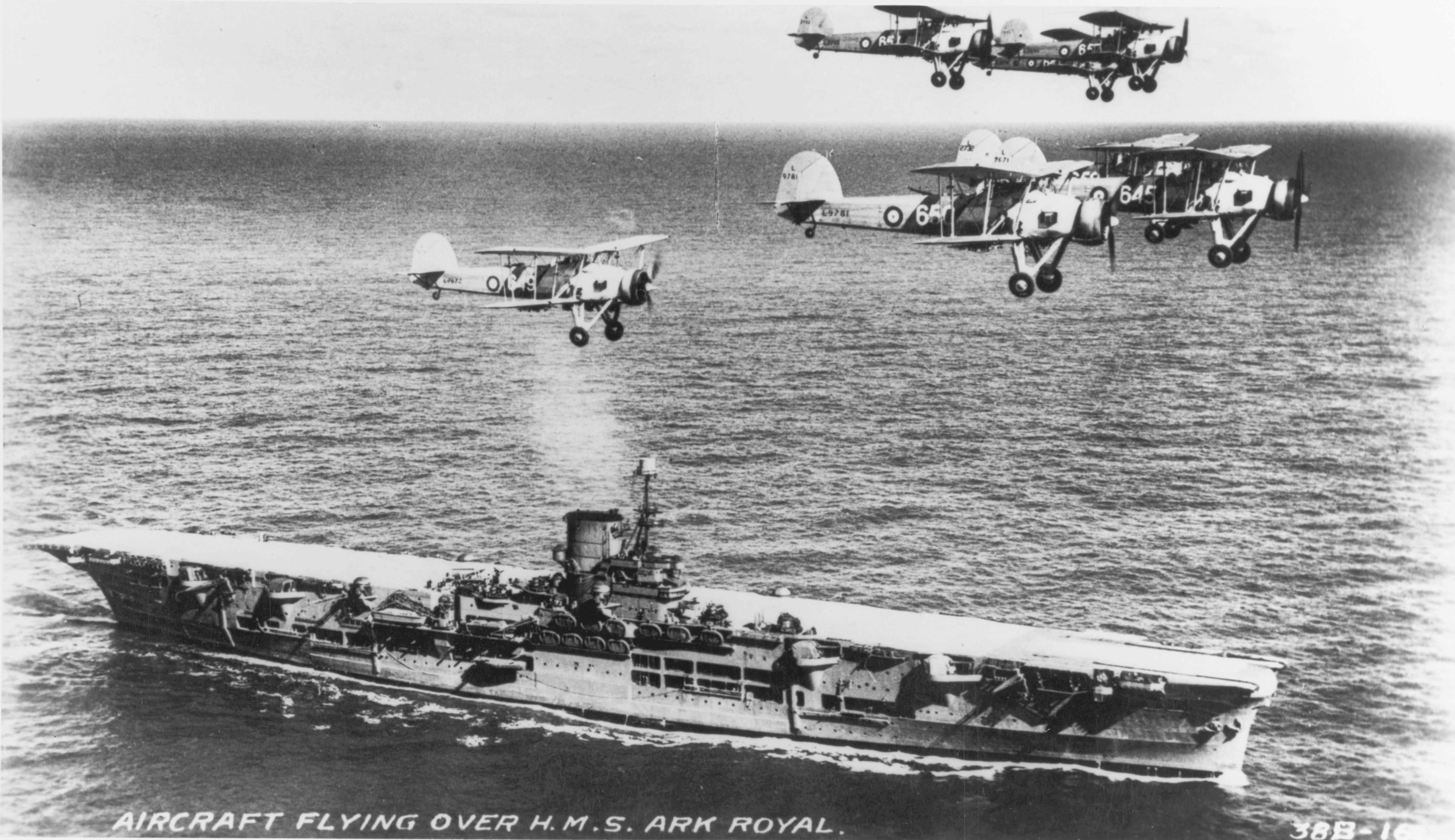
Fairey Swordfish au dessus du HMS Ark Royal en 1939

L'escadron a été formé à l'origine le 3 avril 1933 au RNAS Gosport (en) avec le transfert de l'avion Fairey III du 450 Flight et de la moitié du 445 Flight pour la Fleet Air Arm de la Royal Navy. Sa première mission fut d'effectuer des tâches de reconnaissance de repérage pour le porte-avions HMS Courageous (50). L'escadron a ensuite été rééquipé du Fairey Seal (en) et du Blackburn Shark, recevant finalement le Fairey Swordfish à l'automne 1937.

### Seconde guerre mondiale
L'escadron a été réaffecté sur le nouveau porte-avions HMS Ark Royal (91) et en avril 1940, a soutenu les opérations alliées pendant la campagne de Norvège (Opération Weserübung). Puis l'Ark Royal et l'escadron se sont déplacés vers la Méditerranée en juin et ont participé à l'attaque de Mers el-Kébir, puis à la bataille de Dakar, ainsi qu'à des attaques à Cagliari. Ils étaient également actifs pendant la bataille du cap Teulada, ainsi que pour couvrir les convois de Malte.
Puis le 820 Squadron fut engagé sur la chasse au cuirassé allemand Bismarck, l'immobilisant puis le coulant ont pu désactiver l'appareil à gouverner de Bismarck avec un coup de torpille, permettant à Bismarck d'être engagé et coulé. En 1942, à bord du HMS Formidable (67), il participe à la bataille de Madagascar, puis à l'opération Torch (débarquements alliés en Afrique du Nord) et à l'Opération Husky (débarquements alliés en Sicile et à Salerne).

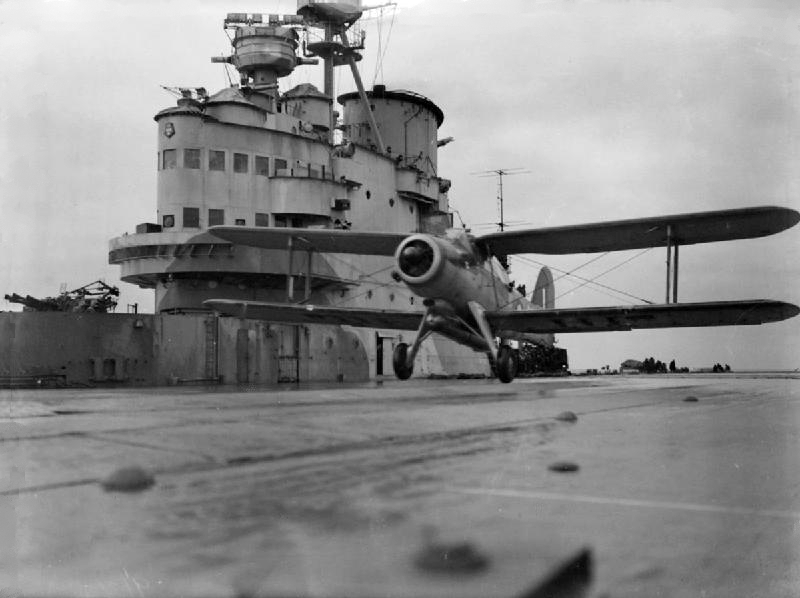
Fairey Albacore Sur HMS Victorious en 1942

L'escadron est ensuite retourné au Royaume-Uni en novembre 1943 et a été dissout. Il est rapidement réformé et équipé de 12 Fairey Barracuda. Affecté au HMS Indefatigable (R10) en juin 1944, il participe à l'Opération Mascot le 17 juillet et aux Opérations Goodwood en août, les tentatives de couler le cuirassé allemand Tirpitz en Norvège. L'escadron a été rééquipé de 21 TBF Avenger en septembre 1944 et a navigué avec Indefatigable vers l'Extrême-Orient en novembre pour rejoindre le No 2 Strike Wing, qui comprenait également le 849 Squadron. L'escadre a attaqué les raffineries de pétrole de Palembang, Sumatra en janvier 1945 dans le cadre de l'Opération Meridian. Alors que la guerre dans le Pacifique se rapprochait du Japon, le 820 Squadron fut affecté au 7th Carrier Air Group et effectua un certain nombre de raids sur Tokyo avant le VJ-Day. Après la fin de la guerre, retournant finalement au Royaume-Uni en mars 1946, le 820 Squadron a ensuite été dissout.

### Après-guerre

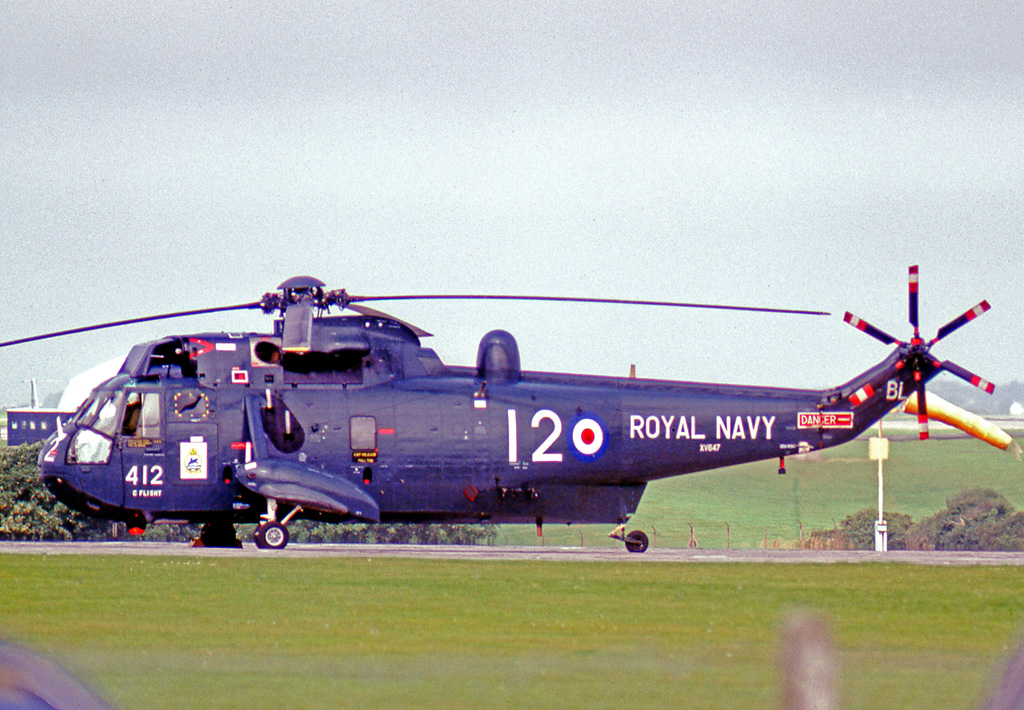
Westland Sea King du 820 Squadron en 1977

L'escadron a été reformé en juillet 1951, équipé du Fairey Firefly et embarquant alternativement à bord des porte-avions HMS Indomitable (92) et HMS Theseus (R64) pour des exercices en Méditerranée. L'escadron a exploité le Grumman TBF Avenger puis le Fairey Gannet, à bord du HMS Centaur (R06) et du HMS Bulwark (R08), avant que la décision ne soit prise de convertir le 820 Squadron en escadron d'hélicoptères. Il est dissout le 2 décembre 1957 mais se reforme immédiatement équipé du Westland Whirlwind HAS.7 et affecté au HMS Hermes (R12) en mai 1958 en tant que force de soutien anti-sous-marine et commando, restant à bord d'Hermes jusqu'en octobre 1960, date à laquelle l'escadron a de nouveau été dissout.
L'escadron a été reformé en 1964 et équipé du Westland Wessex avec lequel il a servi d'escadron anti-sous-marin à bord du HMS Eagle (R05). En mai 1969, il est transféré sur le croiseur d'hélicoptères de classe Tiger HMS Blake (C99) (en) jusqu'en 1979.

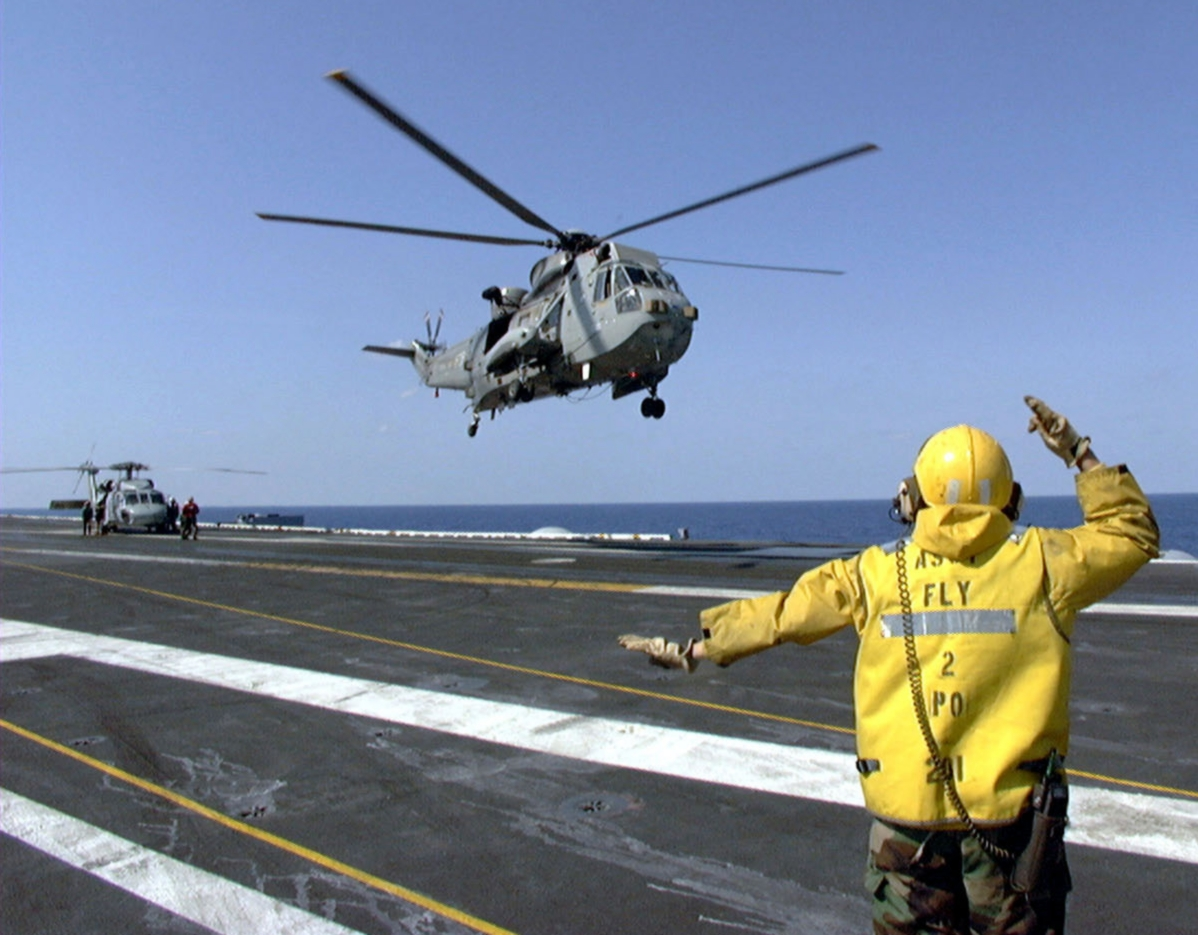
Un Sea King HAS.6 du 820 NAS atterrissant sur l'USS Enterprise, en 1996

En avril 1982, l'escadron reste embarqué pour la guerre des Malouines. Il a été rééquipé en février 1990 avec le Sea King MK6 et à bord de l'Ark Royal, en Méditerranée orientale, pour l'Opération Tempête du désert. En janvier 1993, il a été envoyé à bord du RFA Olwen et du RFA Fort Grange pour soutenir les forces britanniques en Bosnie dans le cadre de l'Opération Grapple. 
Avec le HMS Illustrious (R06) en radoub  de 1998 à 1999, le 820 Squadron a opéré à partir du Royal Naval Air Station Culdrose.

### Aujourd'hui

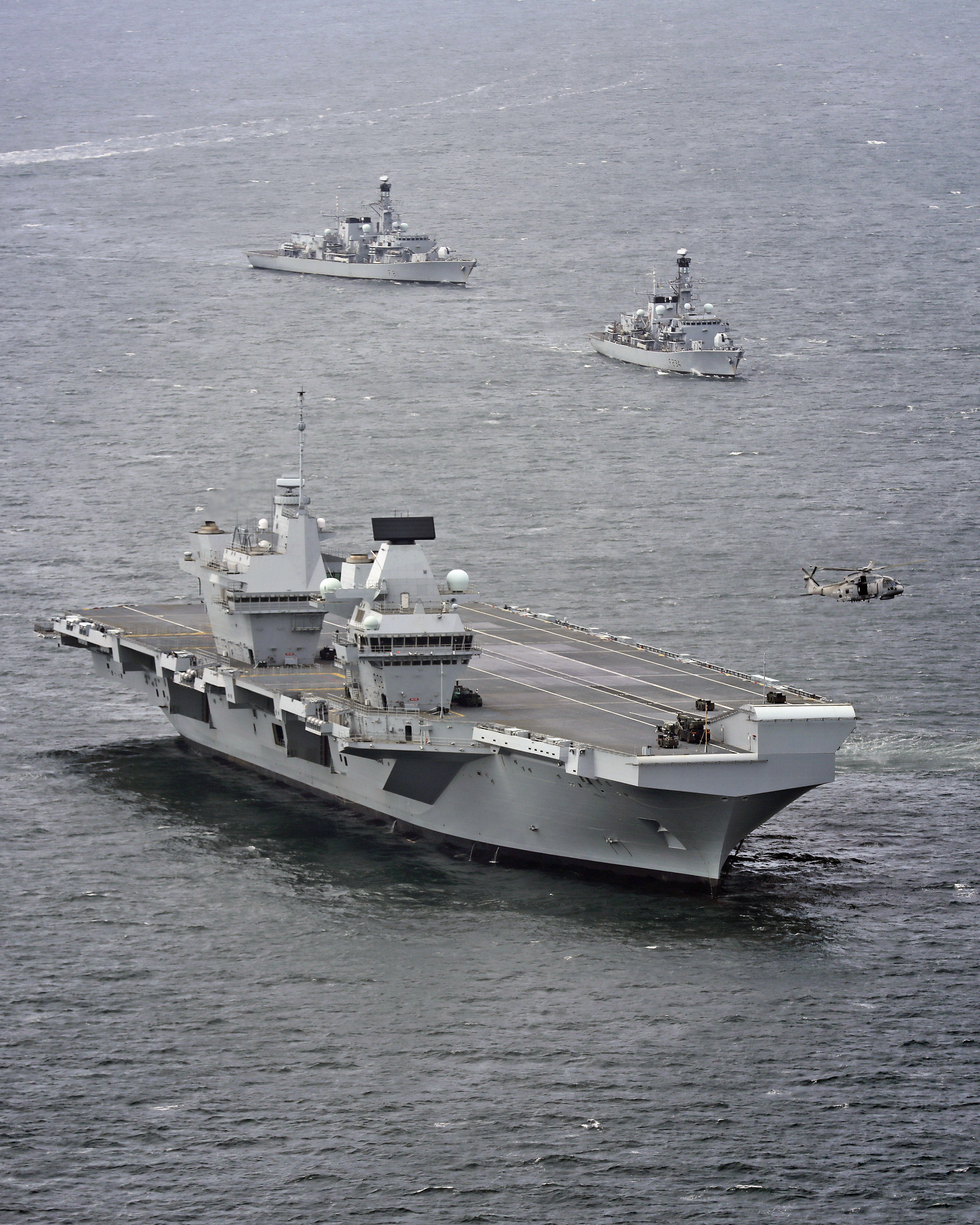
HMS Queen Elizabeth en 2017

L'escadron continue d'effectuer des exercices à bord des navires de la Royal Navy et de la Royal Fleet Auxiliary, ainsi que de participer à des opérations militaires. Il est basé au RNAS Culdrose et exploite le Merlin HM2. La formation est dispensée par le 824 Naval Air Squadron et les tâches de première ligne sont partagées avec le 814 Naval Air Squadron. 
Le 820 NAS est également connu sous le nom de "Queen's Squadron" et sera le principal escadron à opérer sur le porte-avions de la classe Queen Elizabeth et rattaché en permanence au groupe aérien du HMS Queen Elizabeth (R08).
En 2020, le 820 NAS a assumé la responsabilité de toutes les opérations Merlin HM2 des porte-avions de la Royal Navy, lorsqu'il a repris le rôle de surveillance aéroportée du 849 NAS.

### UK Carrier Strike Group 21
Le 820 NAS a embarqué sur le  HMS Queen Elizabeth (R08) pour son premier déploiement en 2021, lors de l'United Kingdom Carrier Strike Group 21, avec d'autres éléments de la Fleet Air Arm de la Royal Navy en tant qu'unité de lutte anti-sous-marine.